# サクラメリーメン
サクラメリーメン（Sakura Merry-Men）は、日本のスリーピースロックバンド。2004年に神戸で結成、2006年にメジャーデビュー。

## 略歴
- 2004年6月、高校の同級生だった小西透太とイッペイが知人の紹介で知り合った森西亮太を誘い神戸にて結成[2]。
- 2006年7月5日、シングル『サイハテホーム』でメジャーデビュー[3]。
- 2017年、ベースのイッペイが病気療養のため、活動を無期限休止。これを受け、サクラメリーメンはサポートメンバーを迎えての活動となる[4]。

## メンバー
※公式サイトの「PROFILE」に準拠。
- 小西 透太（こにし とうた、1986年3月10日 - ）（39歳） - ボーカル・ギター
- イッペイ（1986年3月11日 - ）（39歳）- ベース
- 森西 亮太（もりにし りょうた、1980年8月15日 - ）（44歳） - ドラムス・プログラミング

## ディスコグラフィ
※順位はオリコン・ウィークリーランキング最高順位

### シングル
|     | 発売日         | タイトル       | 最高位 | 初収録アルバム           |
| --- | -------------- | -------------- | ------ | ------------------------ |
| 1st | 2006年7月5日   | サイハテホーム | 61位   | ロングロード・オデッセイ |
| 2nd | 2006年10月25日 | 黄昏オレンジ   | 131位  | ロングロード・オデッセイ |
| 3rd | 2007年2月21日  | マーガレット   | 132位  | ロングロード・オデッセイ |
| 4th | 2007年4月25日  | コロナ         | 117位  | ロングロード・オデッセイ |
| 5th | 2008年2月6日   | 君のカケラ     | 99位   | 呼吸                     |
| 6th | 2008年4月2日   | 待ちぼうけ     | 98位   | 呼吸                     |
| 7th | 2008年11月5日  | リリィの愛の歌 | 144位  | 呼吸                     |
| 8th | 2011年11月9日  | アイコトバ     | 62位   | 未収録                   |

### アルバム
|                                           | 発売日         | タイトル                 | 最高位 |
| ----------------------------------------- | -------------- | ------------------------ | ------ |
| 1st                                       | 2007年5月23日  | ロングロード・オデッセイ | 91位   |
| 2nd                                       | 2008年11月19日 | 呼吸                     | 81位   |
| 3rd                                       | 2010年4月21日  | 四次元アドベンチャー     | 105位  |
| 4th                                       | 2012年3月7日   | QUCARIUM                 | 114位  |
| 5th                                       | 2015年1月21日  | キャラクター             | 93位   |
| 6th                                       | 2018年1月13日  | ON the Parallel          | —      |
| 「—」はチャート圏外もしくは対象外を表す。 |                |                          |        |

### コンピレーション・アルバム
|     | 発売日        | タイトル | 最高位 |
| --- | ------------- | -------- | ------ |
| 1st | 2011年9月14日 | NAME     | 150位  |

### 配信音源
|     | 配信開始日     | タイトル                                           | 備考: |
| --- | -------------- | -------------------------------------------------- | --- |
| 1st | 2008年6月1日   | 郵便屋さんのうた（関西テレビ「こどものうた」ver.） | 関西テレビで放送されていた『こどものうた』の6月度マンスリーソング。テレビサイズのため、1分46秒と短い。『リリィの愛の歌』にはロングバージョンが収録されている。『こどものうた』のDVDに映像が収録されている。                                                               |
| 2nd | 2008年7月23日  | サテライト                                         | アルバム『呼吸』から先行配信されたシングル。 |
| 3rd | 2009年2月25日  | 王様のたからもの                                   | CDには収録されていない配信限定曲。なお、2009年の2月・3月に『みんなのうた』でテレビサイズに編集したものが放映されており、『みんなのうた テキスト』2009年2月・3月号には小西のこの曲への思いが書いてある。また、テレビサイズのものとオリジナルのものでは、一部歌詞が異なる。 |
| 4th | 2009年8月31日  | 夏影                                               | アルバム『四次元アドベンチャー』から先行配信されたシングル。 |
| 5th | 2009年10月14日 | ブルーバード                                       | アルバム『四次元アドベンチャー』から先行配信されたシングル。 |
| 6th | 2012年2月8日   | wonder land                                        | アルバム『QUCARIUM』から先行配信されたシングル。 |
| 7th | 2017年11月30日 | Everyday                                           | 新体制第1弾となるシングル。 |
| 8th | 2017年12月13日 | クリスマスソング                                   | |

## タイアップ
| 曲名             | タイアップ先                                    |
| ---------------- | ----------------------------------------------- |
| サイハテホーム   | カルピス「ウォーター」CMソング                  |
| コロナ           | 駿台予備学校CMソング                            |
| 君のカケラ       | 熊本放送『SOUND STEADY』エンディングテーマ      |
| 君のカケラ       | 青森放送『@なまてれ』エンディングテーマ         |
| 1986〜その先へ   | 中国銀行「コ・レ・カ」CMソング                  |
| 聞こえる         | NTTドコモ四国CMソング                           |
| 待ちぼうけ       | tvk『音楽缶♯』2008年4月度テーマソング           |
| 待ちぼうけ       | UX新潟テレビ21『音楽と髭』エンディングテーマ    |
| サテライト       | 学校法人河合塾学園 専門学校トライデントCMソング |
| 郵便屋さんのうた | 関西テレビ『こどものうた』6月度マンスリーソング |
| 王様のたからもの | NHK教育テレビ『みんなのうた』放送楽曲           |
| ブルーバード     | リクルート「東北じゃらん」CMソング              |
| アイコトバ       | テレビアニメ『世界一初恋2』エンディングテーマ   |

## 出演

### テレビ
- サクラメリーメン・俺たちの発酵（テレビ神奈川『音楽缶＃』内　/ 毎月最終土曜　2008年4月26日 - 2008年6月28日）

### ラジオ
- サクラメリーメンのサクラスリーメン（FM NACK5『The Nutty Radio Show 鬼玉』内、毎週水曜　2008年1月2日 - 3月26日 ）
- 「やのひろみのラジコミ!」（南海放送 / 毎月最終月曜・コメントゲスト　2008年1月 - ）
- 土曜ワラッター（RABラジオ　小西透太のみ　2008年4月 - 2015年5月）

## 連載
- サクラメリーメンの「三人一首」（魔法のiらんど「M fan」内）
- サクラメリーメンのこれからどうする？（CDでーた.com内）

## 主なライブ

### ワンマンライブ・主催イベント
- 2009年 - 爆進!呼吸ツアー2009〜踊れ!PARTY-MEN〜
- 2012年 - collection TOUR 〜100%生搾り〜
- 2012年11月09日 - サクラメリーメン presents 「Sakura Merry Go Round 2」
- 2013年01月12日 - サクラメリーメン的明けおめLIVE〜へび〜ローテーション〜
- 2013年01月20日 - Sakura Merry Go Round 3